# Лекарска комора Србије
Лекарска комора Србије (ЛКС) је струковно удружење лекара и њихов легитмни заступник у Републици Србији. Или како је то наведено у Члану 1. Сатута ЛКС; 
Лекарска комора Србије је обавезна, независна и професионална организација лекара - доктора медицине - који као професију у Републици Србији обављају послове здравствене делатности.
Основни циљ формирања и удруживања у ЛКС је унапређење праксе и повећање сигурности њених чланова али и болесника.
Развој медицинске науке у Европским земљама 19. века, прати отварање нових болница и лекарских ординација, док са друге стране лекарску праксу тог доба карактерише потпуна независност у раду лекара, што међу све бројнијим лекарима тог доба иницира потребу за доношењем обавезујућих правила за све чланове лекарског сталежа, ради унапређења праксе и повећања сигурности њених чланова. Све учесталије иницијетиве лекара тога доба резултовале су 1832. формирањем првог струковног удружења лекара.
Након 43 године, 1901. оснива се и прво струковно удружење лакара у Србији (ЛКС).

## Историја
У Свету прво струковно удруживања лекара настаје 19. јула 1832. у Уједињеном Краљевству где се формира Општи Медицински Савет (енгл. General Medical Council). Исте године у Француској основано је Удружење лекара опште праксе Француске (фр. Association generale des Medecins de France). Током 1881. у тадашњој Аустроугарској донет је закон о лекарским коморама, које се потом оснивају у Чешкој 1894. и Пољској 1893. 
У Србији 19. века брига за подизањем квалитета лекарског рада огледа се у подношењу Совјету „пројекта по струци лекарској“ 1860. и његовом допуном „правилима за фондове грађанских болница“ 1861.  Због прилика у земљи ови предлози нису прихваћени већ је 1865.  усвојен нов „закон о подизању и устројству болница“. То је био први санитетски закон у Србији. Следећи крупан догађај у развоју лекарске струке у Србији збио се августа 1872.  када је група младих лекара основала Српско лекарско друштво, и затим покренула часопис  „Српски архив за целокупно лекарство“ (данас је један од најстаријих активних европских медицинских часописа).
Лекарска комора Краљевине Србије (која је и претеча данашње ЛКС) настаје 1901. Њеном оснивању претходило је стварање пројекта закона о лекарској комори у Краљевини Србији, објављен у српском архиву 1901, који се састојао се од 46 члана.
По овом закону сви лекари који имају право лекарске праксе образују лекарску комору која је легитмни заступник лекарског сталежа у Краљевини Србији (чл. 1. и 2.). Као задатак коморе наведено је да «расправља питања која се тичу како лекарског позива и интереса лекарског реда, тако исто и интереса народног здравља». По овом нацрту закона лекарском комором је управљао одбор од 15 чланова (7 из Београда и 8 из унутрашњости) који су између себе бирали 2 кандидата за председника, а сам избор председника вршио је Министар унутрашњих дела. Управни одбор је „фигурирао као суд части“. Сви чланови коморе били су дужни да редовно уплаћују „новчани улог“, а неплаћање је било скопчано са губитком лекарске праксе. По објављивању овог нацрта закона међу лекарима развила се полемика, од потпуног негирања потребе формирања коморе до безрезервне подршке. Како је текла расправа забележено је у српском архиву из 1901. године св. 11.
После Првог светског рата, септембра 1923, уредбом Министарства народног здравља, на иницијативу Југословенског Лекарског Друштва (под председништвом проф. др Милана Јовановића Батута), обављени су избори за лекарску комору за територију «Србије, Војводине и Срема» који су убрзо поништени, а затим поновљени 27. јануара 1924. На основу изборних резултата 2. фебруара 1924. године формиран је одбор ЛК, а за председника лекарске коморе за Србију, Војводину и Срем изабран је др Јован Данић.
Петнаест месеци након прве седнице одбора одржана је прва годишња скупштина лекарске коморе за Србију, Војводину и Срем (12. и 13. јула 1925. године). На овој седници донета је одлука о покретању гласника коморе ради информисања целокупног чланства о раду коморе и одлукама одбора.
На територији Краљевине СХС 1924. формиране су четири лекарске коморе са средиштима у Београду, Сарајеву, Загребу и Љубљани. Да би се од ових организација 1. јануара 1930. године формирало десет ЛК:
- ЛК за Београд, Земун и Панчево,
- ЛК за Дравску бановину са седиштем у Љубљани
- ЛК за Савску бановину са седиштем у Загребу
- ЛК за Приморску бановину са седиштем у Сплиту
- ЛК за Зетску бановину са седиштем у Цетињу
- ЛК за Врбаску бановину са седиђтем у Бањој Луци
- ЛК за Дринску бановину са седиштем у Сарајеву
- Лк за Дунавску бановину са седиштем у Новом Саду
- ЛК за Моравску бановину са седиштем у Нишу
- ЛК за Вардарску бановину са седиштем у Скопљу

Овим променама на територији коју је покривала ЛК за Србију, Воводину и Срем формиране су четири ЛК са укупно преко 2000 чланова.
Све до почетка Другог светског рата ЛК је била у зениту својих активности, али убрзо даљи рад ЛК бива замрзнут ратним збивањима.

Заклињем се да ћу лекарску делатност обављати стручно и савесно и да ћу се у свом раду придржавати свих правила лекарске професије, закона и других прописа, Статута Коморе и Кодекса медицинске етике Коморе.

Текст заклетве Лекарске коморе Србије, октобар 2009.
Године 1945. Комора мења име у Лекарска комора Народне Републике Србије. Исте године 
Декретом врховне власти ФНРЈ забрањен је рад Лекарске коморе Србије у Југославији.
У време када је све већем броју лекара одобрена приватна лекарска пракса 1991, група приватних лекара, да би заштитила своје интересе и обезбедила стручну едукацију, оснива Лекарску комору приватних лекара.
Требало је да прође 60 година да се на основу Закона о коморама здравствених радника („Сл. гласник Р. С.“ бр.107/05) у Србији створе законски услови да заживи рад Лекарске коморе Србије. Реоснивање Лекарске коморе Србије, која наставља традицију од 1901. године извршено је 2006. у Београду.

## Галерија
- Омот лиценце ЛКС
- Лиценца ЛКС
- Гласник ЛКС

## Врсте комора здравствених радника у Србији
Ради унапређивања услова за обављање професије доктора медицине, доктора стоматологије, дипломираних фармацеута, дипломираних фармацеута медицинске биохемије и доктора медицине специјалиста клиничке биохемије, медицинских сестара и здравствених техничара, заштите њихових професионалних интереса, организованог учешћа на унапређивању и спровођењу здравствене заштите и заштите интереса грађана у остваривању права на здравствену заштиту - 2006. у Србији су основане следеће коморе;
Лекарска комора Србије'
Стоматолошка комора Србије
Фармацеутска комора Србије
Комора биохемичара Србије
Комора медицинских сестара и здравствених техничара Србије

## Организациона структура ЛКС
Директор Лекарске коморе Србије је спец. др мед. Весна Јовановић, прим..